# جورج فرايز
جورج فرايز هو سياسي أمريكي، ولد في 25 يناير 1799 في بنسيلفانيا في الولايات المتحدة، وتوفي في 13 نوفمبر 1866 في سينسيناتي في الولايات المتحدة. نشط حزبياً في الحزب الديمقراطي. وقد انتخب عضو مجلس النواب الأمريكي ‏.